# Billie Tsien

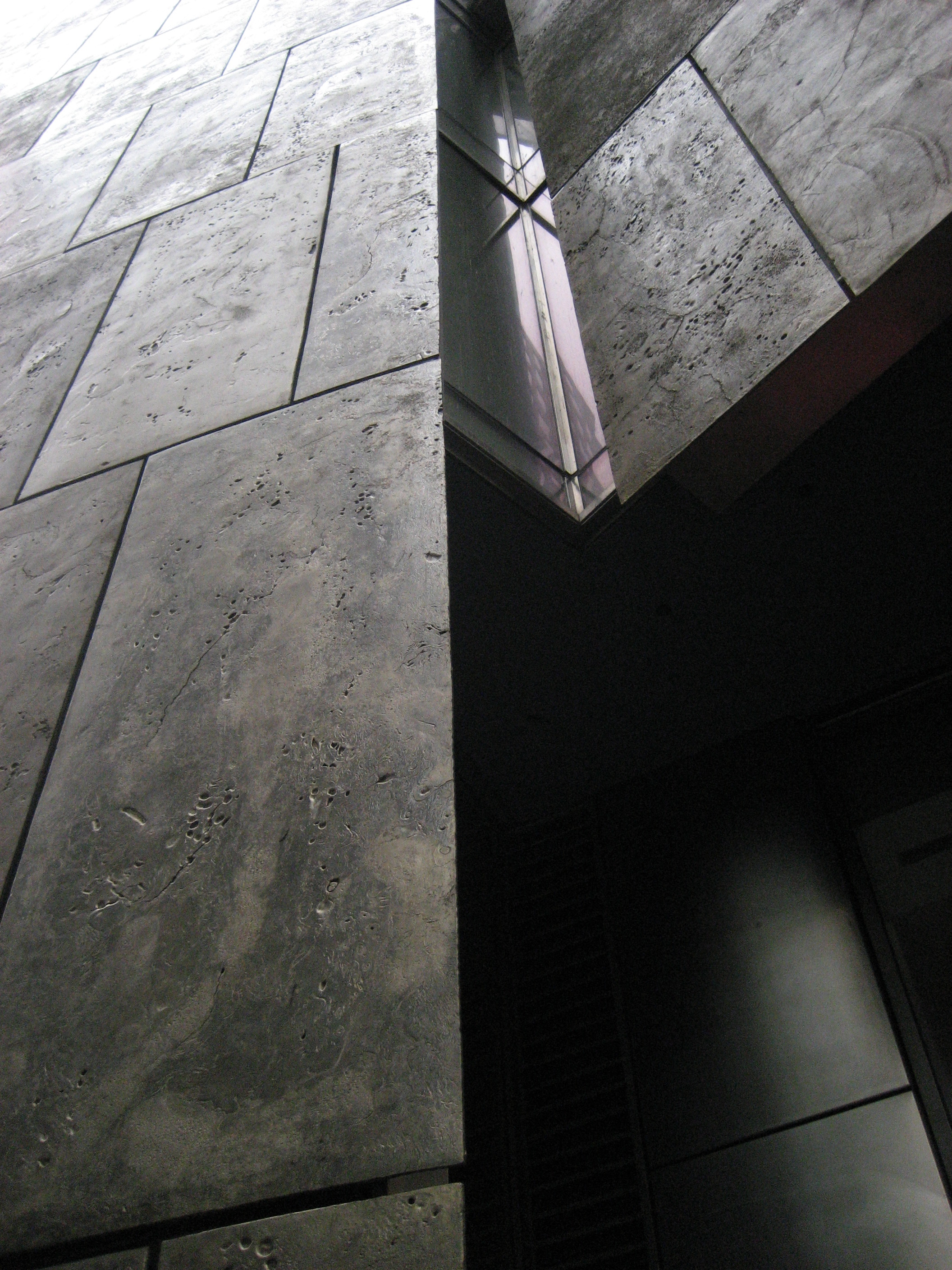
Tod Williams Billie Tsien Architects, Folk Art Museum, Nueva York

Billie Tsien (Ithaca, Nueva York, 1949) es una arquitecta estadounidense. En 1986 fundó el estudio Tod Williams Billie Tsien Architects junto a su esposo Tod Williams, especializándose en la creación de escuelas, museos y otro tipo de organizaciones sin ánimo de lucro. En 2007 ambos fueron elegidos como miembros de la Academia de Artes y Ciencias de Estados Unidos por su contribución a la arquitectura.

## Carrera
Tsien obtuvo una Licenciatura en Artes en la Universidad de Yale y el título de arquitecta en la UCLA en 1977. En la década de 1970 dictó clases en la Escuela de Diseño de Parsons, en el Instituto de Arquitectura del Sur de California, en la Escuela de Diseño de Harvard y en las universidades de Texas, Yale y Virginia. Junto a su esposo Tod Williams compartió la Cátedra Jane y Bruce Graham en la Universidad de Pensilvania en 1998, al igual que la de Eliel Saarinen en la Universidad de Míchigan en 2001 y 2002.
Su estudio ha desarrollado reconocidos proyectos arquitectónicos como el natatorio de la Escuela de Cranbrook, la residencia Rifkind y el Instituto de Neurociencias en La Jolla, California, entre algunos otros. La obra más reconocida del estudio es el American Folk Art Museum de Nueva York, proyecto que recibió el premio Arup World Architecture Award al Mejor Edificio del Mundo, además de otras diez condecoraciones. La propiedad fue adquirida por el Museo de Arte Moderno de Nueva York y fue demolida en 2014.
Tsien forma parte del consejo asesor de la Escuela de Arquitectura de Yale y fue una de las fundadoras de la Lower Manhattan Development Corporation, institución creada para la reconstrucción de la zona luego del ataque a las Torres Gemelas.

## Proyectos destacados
- American Folk Art Museum de Nueva York
- Natatorio de la Escuela de Cranbrook
- Residencia Rifkind
- Instituto de Neurociencias en La Jolla

## Premios y reconocimientos
- Women in Architecture Forum & Awards 2015[3]
- Arup World Architecture Award al Mejor Edificio del Mundo por el American Folk Art Museum
- AIA Honor Awards
- Medalla Nacional de Artes de los Estados Unidos 2013[1]